# Rosemont—La Petite-Patrie (circonscription fédérale)
Pour les articles homonymes, voir Rosemont.
Circonscription électorale fédérale du Canada
Rosemont—La Petite-Patrie est une circonscription électorale fédérale sur l'île de Montréal, au Québec (Canada).

## Géographie
Elle est comprise entièrement dans la partie sud-ouest du boulevard Pie-IX de l'arrondissement de Rosemont—La Petite-Patrie de la ville de Montréal. 
Les circonscriptions limitrophes sont Laurier—Sainte-Marie, Outremont, Papineau et Hochelaga—Rosemont-Est.

## Origine du nom

### Rosemont
En 1900, le Canadien Pacifique fait construire les usines Angus près des villages de Petite-Côte et Côte-de-la-Visitation, confiant l'achat des terrains à Ucal-Henri Dandurand. Le village incorporé fut nommé en l'honneur de la mère de M. Dandurand, appelée Rose Philipps. En 1910, celui-ci fut définitivement rattaché à la ville de Montréal.

### La Petite-Patrie
Le nom La Petite Patrie provient du feuilleton télévisé La Petite Patrie de Claude Jasmin, réalisé dans les années 1970, qui évoque les heureux souvenirs de la jeunesse montréalaise de ce quartier dans les années 1930. Ce nom a été adopté à partir des années 1980.

## Historique
La circonscription de Rosemont est créée en 1976 avec des parties de Maisonneuve—Rosemont, Papineau, Saint-Michel et Lafontaine. Elle est renommée Rosemont—Petite-Patrie en 1996 et Rosemont—La Petite-Patrie en 2003. Lors du redécoupage électoral de 2013, les limites de la circonscription changent légèrement, celle-ci gagnant une portion du territoire d'Outremont. Ces limites demeurent inchangées à la suite du redécoupage électoral de 2022-2023.

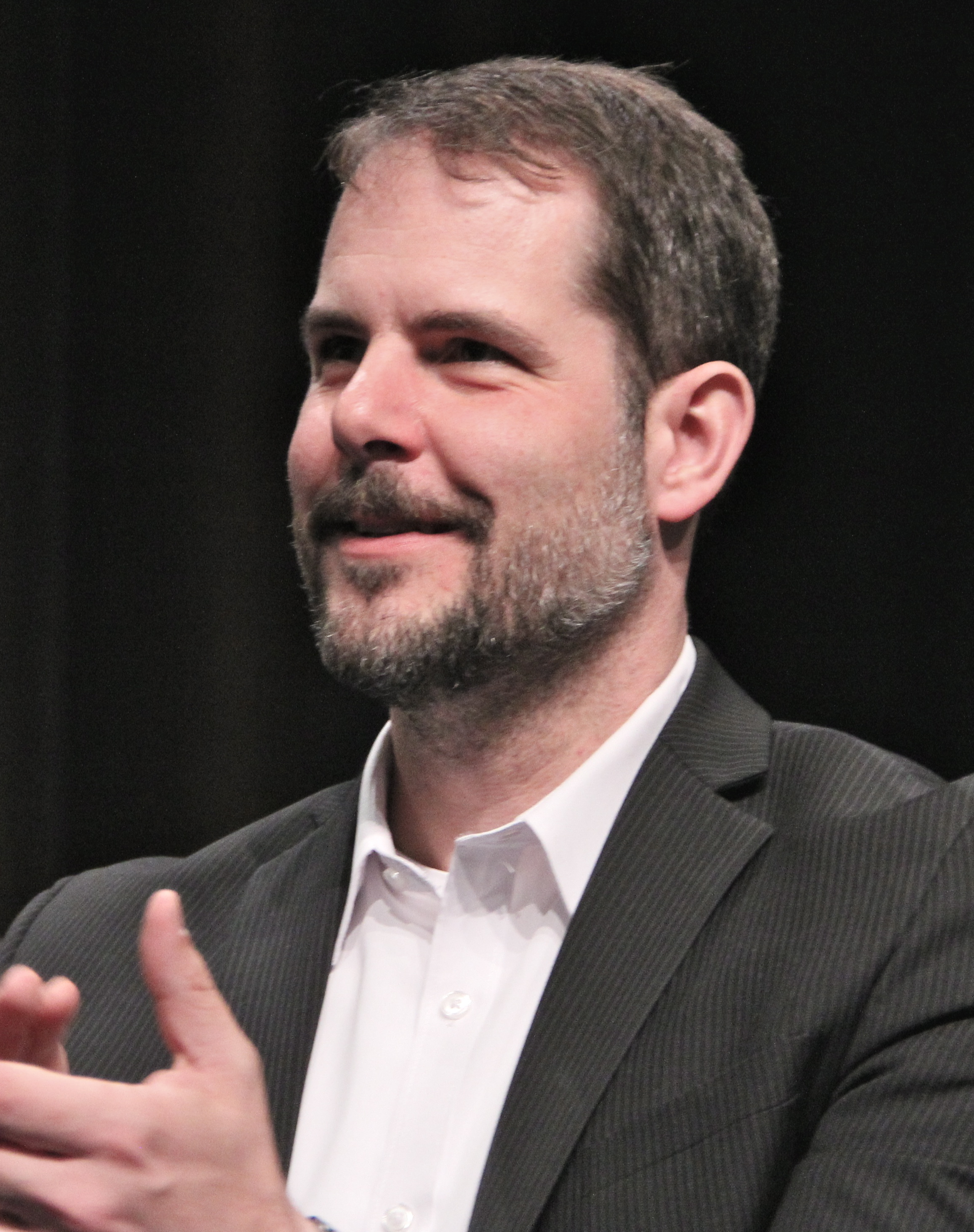
Alexandre Boulerice

## Députés
| Législature                                                                  | Années        | Député                | Parti | Parti                     |
| ---------------------------------------------------------------------------- | ------------- | --------------------- | ----- | ------------------------- |
| Rosemont issue de Maisonneuve—Rosemont, Papineau, Saint-Michel et Lafontaine |               |                       |       |                           |
| 31e                                                                          | 1979–1980     | Claude-André Lachance |       | Libéral                   |
| 32e                                                                          | 1980–1984     | Claude-André Lachance |       | Libéral                   |
| 33e                                                                          | 1984–1988     | Suzanne Blais-Grenier |       | Progressiste-conservateur |
| 34e                                                                          | 1988–1990     | Benoît Tremblay       |       | Progressiste-conservateur |
| 34e                                                                          | 1990–1990     | Benoît Tremblay       |       | Indépendant               |
| 34e                                                                          | 1990–1993     | Benoît Tremblay       |       | Bloc québécois            |
| 35e                                                                          | 1993–1997     | Benoît Tremblay       |       | Bloc québécois            |
| 36e                                                                          | 1997–2000     | Bernard Bigras        |       | Bloc québécois            |
| Rosemont—Petite-Patrie                                                       |               |                       |       |                           |
| 37e                                                                          | 2000–2004     | Bernard Bigras        |       | Bloc québécois            |
| Rosemont—La Petite-Patrie                                                    |               |                       |       |                           |
| 38e                                                                          | 2004–2006     | Bernard Bigras        |       | Bloc québécois            |
| 39e                                                                          | 2006–2008     | Bernard Bigras        |       | Bloc québécois            |
| 40e                                                                          | 2008–2011     | Bernard Bigras        |       | Bloc québécois            |
| 41e                                                                          | 2011–2015     | Alexandre Boulerice   |       | Néo-démocrate             |
| 42e                                                                          | 2015–2019     | Alexandre Boulerice   |       | Néo-démocrate             |
| 43e                                                                          | 2019–2021     | Alexandre Boulerice   |       | Néo-démocrate             |
| 44e                                                                          | 2021–2025     | Alexandre Boulerice   |       | Néo-démocrate             |
| 45e                                                                          | 2025–en cours | Alexandre Boulerice   |       | Néo-démocrate             |

## Résultats électoraux

### Tendances
| |
| - Parti libéral - Parti conservateur - NPD - Bloc québécois - Parti vert - Parti populaire - Progressiste-conservateur (ancien) - Crédit social |

#### Majorité en voix du parti arrivé en tête
|  |

### Résultats détaillés

#### Rosemont—La Petite-Patrie
|       | Candidat                      | Parti              | # de voix | % des voix |
|       | Jeremy Dohan                  | Conservateur       | +02 506,  | 4,29 %     |
|       | Claude André                  | Bloc québécois     | +12 276,  | 21,04 %    |
|       | Nadine Medawar                | Libéral            | +12 069,  | 20,68 %    |

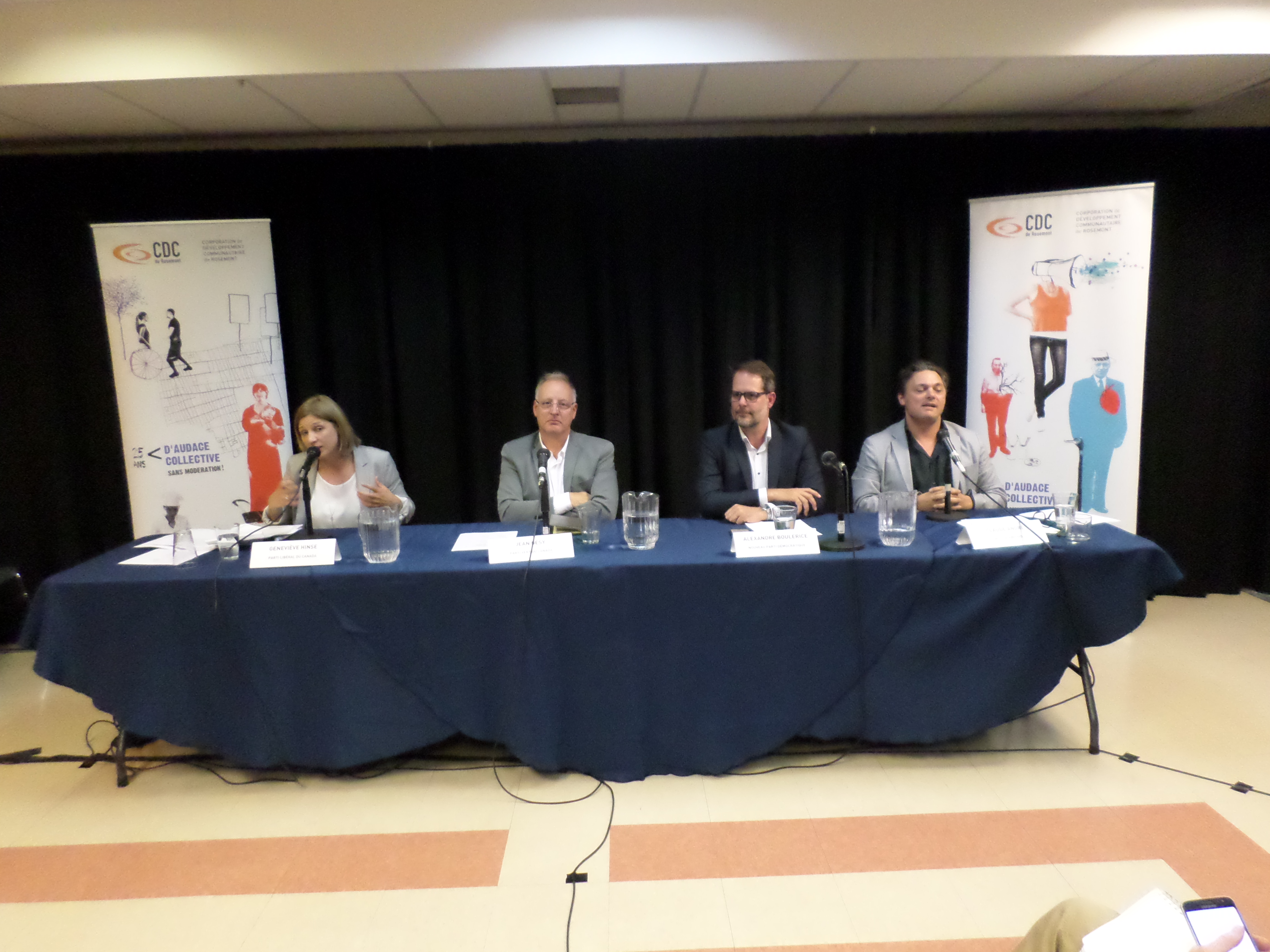
Débat électoral entre les candidats 2019. De g à d, Geneviève Hinse (PLC), Jean Désy (PV), Alexandre Boulerice (NPD) and Claude André (BQ)

|       | (sortant) Alexandre Boulerice | NPD                | +28 692,  | 49,17 %    |
|       | Sameer Muldeen                | Vert               | +01 787,  | 3,06 %     |
|       | Laurent Aglat                 | Rhinocéros         | +00495,   | 0,85 %     |
|       | Stéphane Chénier              | Marxiste-léniniste | +00171,   | 0,29 %     |
|       | Peter d'Entremont             | Parti libertarien  | +00353,   | 0,6 %      |
| Total | Total                         | Total              | 58 349    | 100 %      |

|       | Candidat                 | Parti              | # de voix | % des voix |
|       | Sébastien Forté          | Conservateur       | +02 328,  | 4,32 %     |
|       | (sortant) Bernard Bigras | Bloc québécois     | +17 702,  | 32,85 %    |
|       | Kettly Beauregard        | Libéral            | +04 920,  | 9,13 %     |
|       | Alexandre Boulerice      | NPD                | +27 484,  | 51 %       |
|       | Sameer Muldeen           | Vert               | +00899,   | 1,67 %     |
|       | Jean-Patrick Berthiaume  | Parti Rhinocéros   | +00417,   | 0,77 %     |
|       | Stéphane Chénier         | Marxiste-léniniste | +00140,   | 0,26 %     |
| Total | Total                    | Total              | 53 890    | 100 %      |

|       | Candidat                 | Parti              | # de voix | % des voix |
|       | Sylvie Boulianne         | Conservateur       | +03 876,  | 7,39 %     |
|       | (sortant) Bernard Bigras | Bloc québécois     | +27 260,  | 52 %       |
|       | Marjorie Théodore        | Libéral            | +09 785,  | 18,67 %    |
|       | Alexandre Boulerice      | NPD                | +08 522,  | 16,26 %    |
|       | Vincent Larochelle       | Vert               | +02 406,  | 4,59 %     |
|       | Jean-Patrick Berthiaume  | neorhino.ca        | +00319,   | 0,61 %     |
|       | Stéphane Chénier         | Marxiste-léniniste | +00170,   | 0,32 %     |
|       | Michel Dugré             | Indépendant        | +00083,   | 0,16 %     |
| Total | Total                    | Total              | 52 421    | 100 %      |